# Welcome to the World
Welcome to the World is een nummer van 10cc. Het is afkomstig van hun album Look Hear?.
Het protestlied gaat over het feit dat we elke dag kinderen op de wereld zetten, er is nog genoeg plaats en werk te doen. Daarentegen moet je als geborene er niet op rekenen dat er voldoende te eten is (the starving of the multitudes; the feeding of the few). Daar is wel wat aan te doen, maar dat kost de leiders van de wereld stemmen bij verkiezingen. 
In deze track werd tevens verwezen naar de grote hitsingle van de band, Dreadlock Holiday, als zijnde een "geschenk voor het volk".  

## Musici
- Eric Stewart – zang, gitaar, achtergrondzang
- Graham Gouldman – zang, basgitaar, achtergrondzang
- Rick Fenn – gitaar, achtergrondzang
- Duncan Mackay – toetsinstrumenten
- Stuart Tosh – percussie, achtergrondzang
- Paul Burgess – slagwerk, achtergrondzang